# Grenzsteinmuseum Ostrach

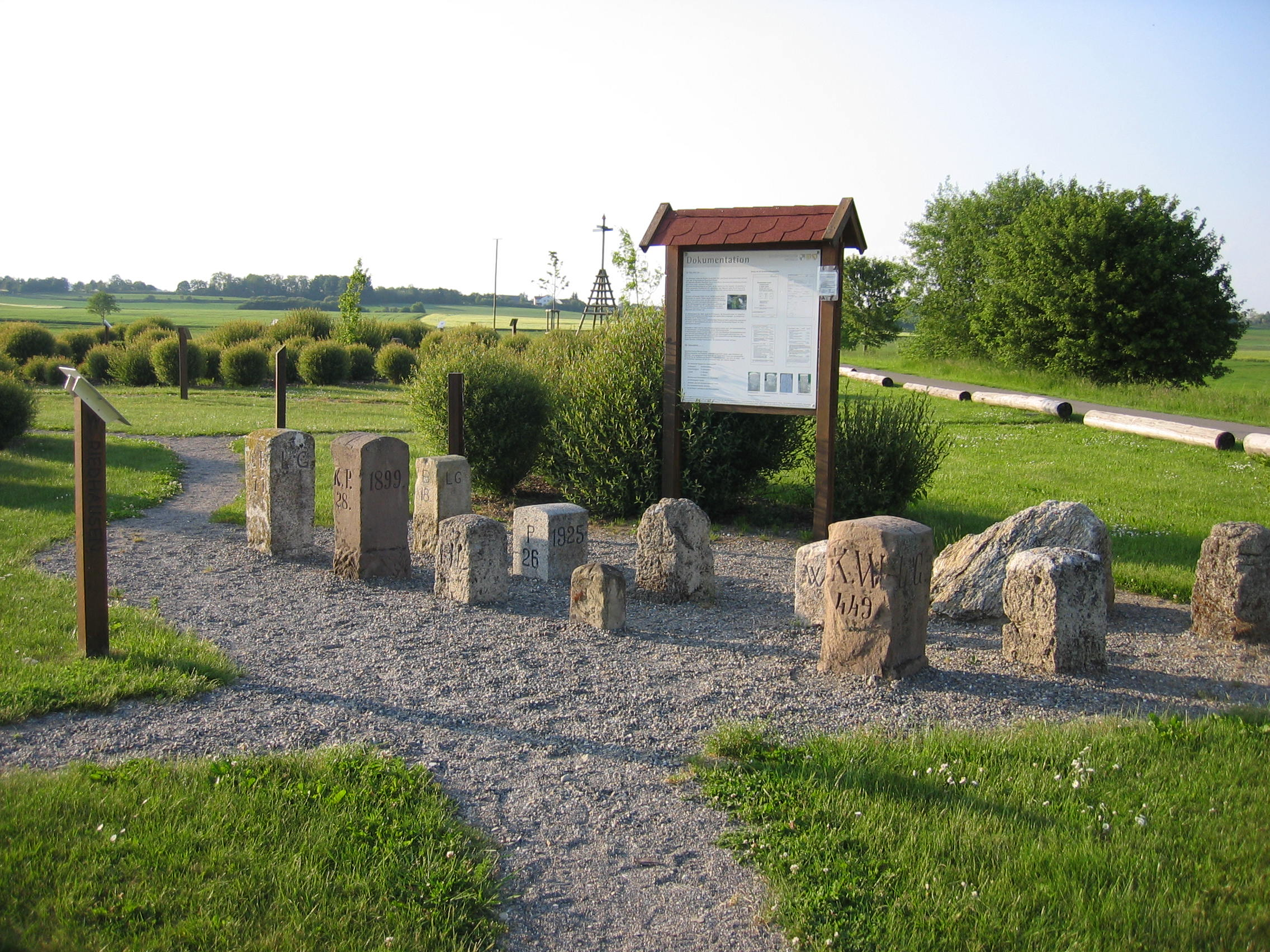
Freilichtanlage des Grenzsteinmuseums

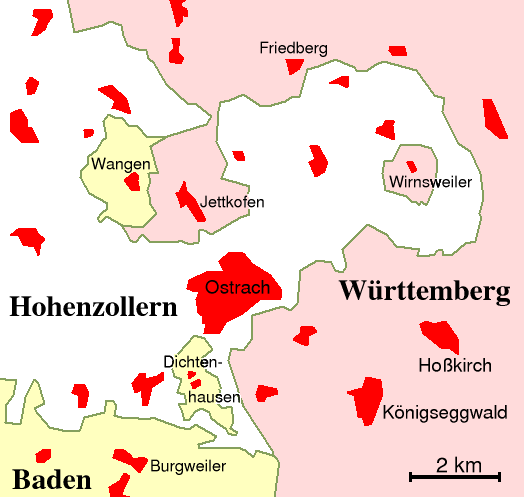
Die territoriale Gliederung der Ostracher Umgebung zwischen 1815 und 1952

Das Grenzsteinmuseum Ostrach ist ein dreiteilig konzeptioniertes Museum in der baden-württembergischen Gemeinde Ostrach im Landkreis Sigmaringen.
Es erinnert an die im Mittelalter begründeten, höchst komplizierten Grenzverhältnisse zwischen Baden, Hohenzollern und Württemberg in Ostrach sowie in Oberschwaben: Ostrach ist die einzige Gemeinde Baden-Württembergs, die badische, hohenzollerische und württembergische Gebietsteile und damit alle drei historischen Bestandteile des 1952 gebildeten Bundeslandes umfasst.

## Museum
Das Grenzsteinmuseum wurde am 28. Juni 2001 zum Landesjubiläum „50 Jahre Baden-Württemberg“ eröffnet.

### Museumsgebäude
Im 1595 erbauten ehemaligen Amtshaus () ist neben einer heimatkundlichen Dauerausstellung eine Abteilung „Grenzsteinmuseum“ eingerichtet. Sie zeigt neben Grenzsteinen auch Landkarten und Vermessungswerkzeuge der Geometer.

### Freilichtanlage
Die Freilichtanlage des Grenzsteinmuseums () befindet sich östlich von Burgweiler, einem Teilort der Gemeinde Ostrach.
In einem rund 4.000 Quadratmeter großen Gelände werden die ehemaligen Grenzverläufe, Ortschaften, Gewässer und Wälder im Maßstab 1:200 wiedergegeben. Informationstafeln erläutern das Museumskonzept.

### Vermessungslehrpfad
Der 13 Kilometer lange Vermessungslehrpfad dokumentiert die Geschichte der Vermessungstechnik von der Triangulation bis zum Satellitensystem GPS.
Stationen
1. () In Ostrach, beim Volkskundemuseum und in Burgweiler, beim Grenzsteinmuseum: Der Überblick
2. () Bei der Eisenbahnbrücke der Bahnstrecke Altshausen–Schwackenreute über die Ostrach: Grenz-Wirrwarr
3. () Ecke An der Ostrach/Krumme Äcker: Die Wiege der Vermessung
4. () Am Fahrweg zum Ried: Die Gestalt der Erde
5. () Am Fahrweg zum Ried: Die Winkelmessung
6. () Die Streckenmessung
7. Die Höhenvermessung
8. () Burgweiler, am Grenzsteinmuseum: Die Luftbildvermessung (Photogrammetrie)
9. () Im Pfrunger-Burgweiler Ried: Die Satellitenvermessung
10. Das Lagefestpunktfeld
11. Das Höhenfestpunktfeld
12. Das Schwerefestpunktfeld
13. Topographische Karten
14. Das Liegenschaftskataster
15. Grenzsteinzeugen
16. Geographische Informationssysteme
17. Vermessung, Kartographie und Liegenschaftskataster im Dienste der Bürger

## Sonstiges
Eine Grenzsteinmuseum-Radtour führt über 33 Kilometer vom ehemaligen Amtshaus unter anderem auch zu zwei der vier ehemaligen Dreiländerecken im heutigen Ostracher Gemeindegebiet bei Laubbach und Wangen sowie dem Grenzrundwanderweg bei Wirnsweiler.